# وارتگس پطروسیان
وارتگِس پطروسیان (ارمنی: Վարդգես Պետրոսյան; زادهٔ ۹ اوت ۱۹۳۲ در آشتاراک - درگذشته ۱۵ آوریل ۱۹۹۴ در ایروان) داستانسرا، نمایش‌نویس، مقاله‌نگار و شاعر ارمنی است. دانشگاه را در رشتهٔ ادبیات روزنامه‌نگاری به پایان رساند. از سال‌های ۱۹۵۴–۱۹۵۷ در نشریه‌های گوناگون به کار پرداخت. وارتگس پطروسیان در سال ۱۹۷۵ به سمت دبیر اول شورای اتحادیه نویسندگان ارمنستان برگزیده‌شد. از آثار او می‌توان به «منظومه‌ای دربارهٔ انسان»، «آخرین شب»، «پرتره‌های نیمه تمام»، «پنجره‌های نیمه باز»، «طرح‌های ارمنی»، مجموعه داستان «آخرین آموزگار» نام برد. رمانی به نام تک‌درخت فندق از او (از طریق انگلیسی) به فارسی ترجمه شده است. او با نمایشنامهٔ «وزن سنگین کلاه بقراط» به شهرت رسید و جایزه ارمنستان شوروری و نیز جایزه کومسول را دریافت کرد.

## زندگی‌نامه
وارتگس پطروسیان در ۱۹۲۳ میلادی در آشتاراک به دنیا آمد. پس از پایان تحصیلات متوسطه، وارد دانشگاه دولتی ایروان و در ۱۹۵۴، از دانشکدهٔ زبان و ادبیات آن دانشگاه فارغ‌التحصیل شد. از آن تاریخ تا ۱۹۷۵، فعالیت گسترده‌ای در عرصهٔ روزنامه‌نگاری داشت و در چند نشریهٔ معتبر، در مقام عضو هیئت تحریریه و سردبیر به کار پرداخت. در ۱۹۷۵، دبیر اول اتحادیه نویسندگان ارمنستان شد و از ۱۹۸۱ تا پایان عمرش، رئیس این انجمن بود. علاوه بر این عضو انجمن نویسندگان اتحاد شوروی نیز بود و در ۱۹۷۶ دبیر هیئت مدیرهٔ آن انجمن شد.
وارتگس پطروسیان فعالیت ادبی را با نوشتن شعر آغاز کرد. نخستین دفتر شعر او در ۱۹۵۸ به چاپ رسید. سپس، به داستان‌نویسی روی آورد و در این عرصه، توانست آثار برجسته ای خلق کند. نوشته‌های وارتگس پطروسیان به چند زبان از جمله انگلیسی، فارسی، بلغاری، چکی، روسی، اوکراینی و دیگر زبان‌های جمهوری‌های شوروی سابق ترجمه شده است. وی در ۱۵ آوریل ۱۹۹۴ در ورودی در خانه‌اش کشته می‌شود.

## آثار
مهم‌ترین آثار او عبارتنداز: مجموعه داستان‌هایی از ایستگاه‌های کودکی، داستان‌های بلند سال‌های خوشی و ناخوشی (۱۹۷۰)، آخرین معلم (۱۹۸۰)، پنجره‌های نیمه‌باز شهر (۱۹۶۴)، داروخانه‌ای به نام آنی (۱۹۷۳) و تک درخت گردو (۱۹۸۱). مجموعه مقاله‌های اجتماعی، نقدهای ادبی و سفرنامه‌های او در کتابی با نام معادله با بی شمار مجهول در ۱۹۷۷ به چاپ رسیدو آخرین نوشته‌های مهم او دو رمان پیراهن آتشیت و صندلی‌های خالی در جشن تولد هستند.